# Атаманюк Роман Олександрович
Рома́н Олекса́ндрович Атаманю́к  (позивний в 93-й ОМБр «Берест»; 15 лютого 1990, м. Суми — 28 травня 2015, с. Опитне Ясинуватського району Донецької області) — солдат Збройних сил України. Загинув, боронячи Україну в російсько-українській війні.

## Життєпис

### Навчання
Навчався в математичному класі Олександрівської гімназії в місті Суми, яку закінчив у 2007 році. Вступив до Сумського державного університету на факультет економіки та менеджменту, кафедра фінансів. У 2012 році захистив дипломну роботу на ступінь «магістр» англійською мовою. Був студентським активістом: організовував та брав участь в наукових, спортивних та громадських заходах.
Будучи російськомовним, повністю перейшов на українську, навчаючись на першому курсі.

### Робота
Після завершення навчання в університеті, переїхав до Києва, де працював за своєю спеціальністю — фінансовим аналітиком у службі фінансового планування та контролінгу фінансового департаменту у корпорації «Артеріум».

### Хобі
Роман захоплювався грою в регбі. Був одним із засновників регбійного спорту в Сумах і його головним популяризатором. Професійно грав у складі київської команди РК «Ведмеді», коли проживав та працював у Києві.
Також займався бальними танцями.

### Громадська діяльність

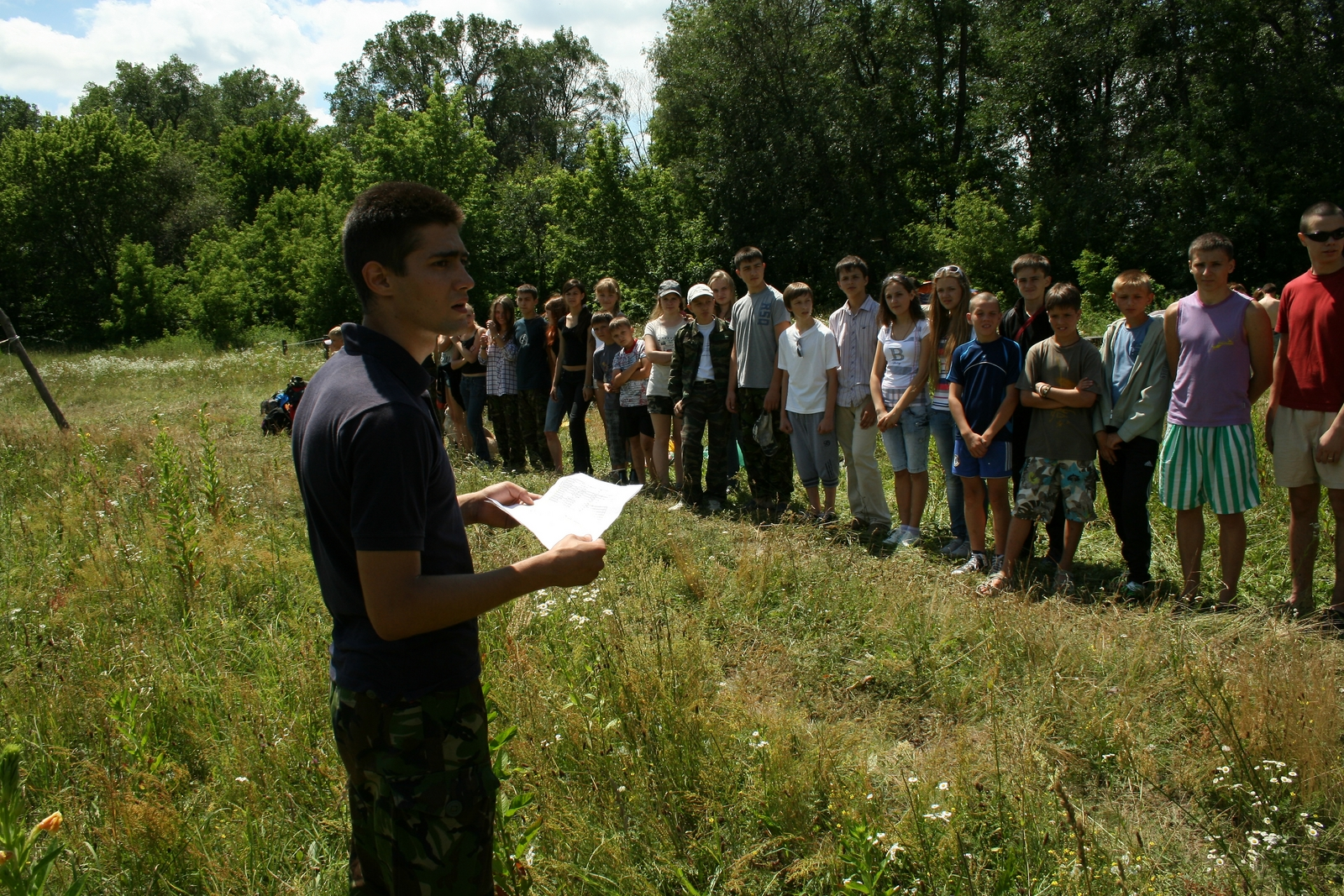
Роман Атаманюк у ролі бунчужного дитячого наметового табору «Коловрат-2012»

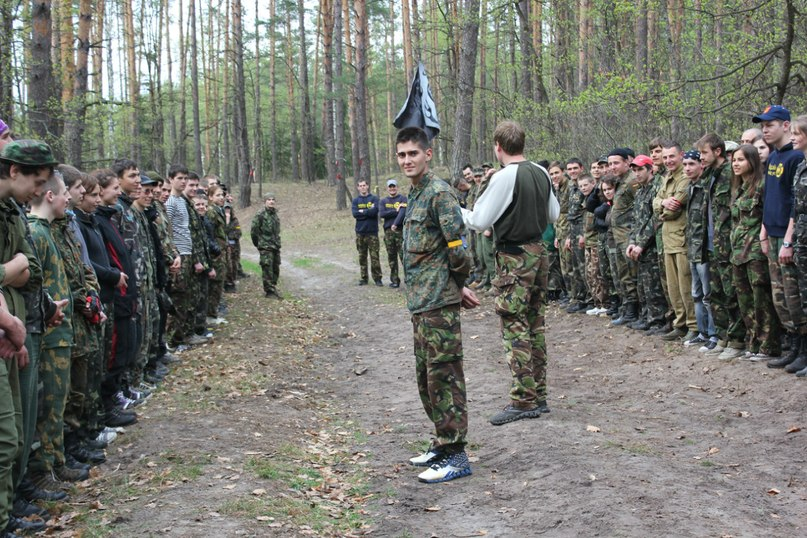
Роман Атаманюк у ролі чотового команди «жовтих». Теренова гра «Гурби-Антонівці 2013»

Активіст українського націоналістичного руху, член Студентського братства Сумщини та почесний член (посмертно)Молодіжного націоналістичного конгресу. Був вихованцем патріотичного наметового табору «Січ», потім — одним із головних організаторів та відповідальних за проведення на Сумщині дитячого наметово-патріотичного табору Молодіжного націоналістичного конгресу «Коловрат», на якому в 2012 і 2014 роках виконував роль «бунчужного».
Окрім цього, був співорганізатором теренової гри для молоді «Ревин Яр». Брав участь у тереновій грі «Гурби-Антонівці».

### Участь у Революції Гідності
Учасник Революції Гідності. Був затриманий при зачистці 10 грудня силами міліції барикади на Грушевського, проте невдовзі був звільнений.
Входив до складу 14-ї сотні Самооборони Майдану «Вільні Люди».

### Участь в АТО

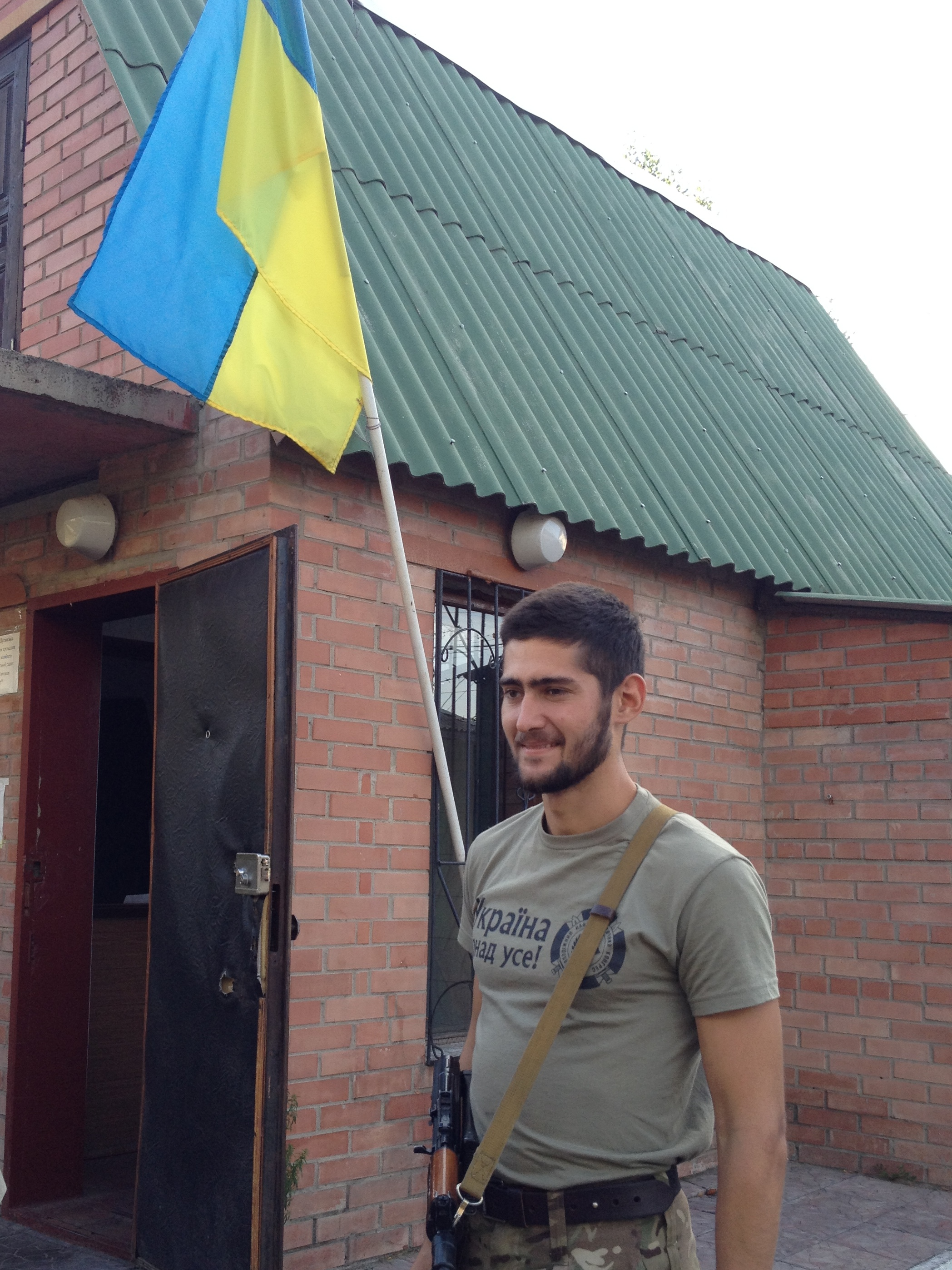
Роман Атаманюк, доброволець батальйону «Айдар» в місті Щастя Луганської області

Наприкінці серпня 2014 року Роман став добровольцем батальйону «Айдар». За його словами, близько двох місяців перебував у м. Щастя, чекаючи на бойові дії.
Вирішивши змінити батальйон, опинився в «Донбасі» і пройшов навчання під Дніпропетровськом. Саме там він познайомився зі своїми майбутніми бойовими побратимами, з якими разом перейшов у 93-ю бригаду ЗСУ, служив в 6-й роті на посаді стрільця. Після бою під Донецьким аеропортом, його роту передислокували у с. Водяне.

### Загибель
28 травня 2015 року поблизу Донецького аеропорту, у селищі Опитне, почався мінний обстріл. І хоч Роман не повинен був перебувати на позиції, він пішов замість хлопця, який не міг їхати на вогневі. В окоп потрапила міна, від якої Роман загинув. Його напарник залишився живим, оскільки Роман прийняв удар на себе.

### Прощання
1 червня 2015 року відбулося прощання з Роман Атаманюком у Воскресенській церкві УПЦ КП, після чого траурна процесія рушила центральними вулицями міста до кладовища. Кілька сотень людей зібралось, аби провести його в останню путь. Похований на Алеї Слави у Сумах, Центральне Кладовище.
Залишилися батьки.

## Нагороди
За особисту мужність і героїзм, виявлені у захисті державного суверенітету та територіальної цілісності України, вірність військовій присязі під час російсько-української війни, відзначений — нагороджений
- 13 серпня 2015 року — орденом «За мужність» III ступеня (посмертно).

## Вшанування пам'яті
- У 2015 році дитячий патріотичний наметовий табір «Коловрат», що проходить на Сумщині, названо іменем Романа Атаманюка.[4]
- 18 липня 2015 року у місті Суми відбувся  турнір із пляжного регбі пам'яті Романа Атаманюка.
- 13 серпня 2015 року рішенням Сумської міської ради № 4672-МР Атаманюку Роману Олександровичу посмертно присвоєно звання «Почесний громадянин міста Суми».
- Розпорядженням міського голови м. Суми від 19.02.2016 № 43-Р «Про перейменування топонімів м. Суми» вулицю 40 років Жовтня перейменовано на вулицю Романа Атаманюка[5].
- У травні 2016 року щорічна спортивно-патріотична теренова гра «Гурби-Антонівці» присвячена пам'яті Романа Атаманюка.
- 2 вересня 2019 на території Сумського державного університету встановили пам'ятник студентам та випускникам, що загинули захищаючи незалежність України. Прообразом для скульптури став Роман Атаманюк.[6]